# Giselda Fojanesi
Giselda Fojanesi (Foiano della Chiana, 28 agosto 1851 – Lodi, 3 febbraio 1946) è stata una scrittrice italiana.

## Biografia
Donna di vasta cultura, amava leggere in lingua originale Émile Zola, Guy de Maupassant e Gustave Flaubert, nonché i romanzi psicologici e realisti europei. Nel 1869, mentre era in procinto di sposarsi col poeta catanese Mario Rapisardi, presso la casa di Francesco Dall'Ongaro conobbe Giovanni Verga, e nel 1875 fece conoscenza con Evelina Cattermole, la quale divenne presto una sua cara amica e di suo marito. Il matrimonio con Rapisardi fu infelice: oltre alle numerose incomprensioni e tradimenti, giocò un ruolo fondamentale sua suocera nell'impedirle di partecipare agli eventi mondani, insieme ai costumi del luogo decisamente arretrati per lo stile di vita che era solita condurre in Toscana. Divenne così l'amante di Verga, unica vera fiamma del Vate siciliano che fu sempre diffidente nei riguardi delle donne, e nel 1883 suo marito la rispedì a Firenze, avendo saputo della tresca tra i due. Dello stesso anno è il racconto Maria, ispirato alle sue vicende private.
Collaborò con diverse riviste, come la Gazzetta Piemontese, e si dedicò all'insegnamento. Fece parte della Società Dante Alighieri e si prodigò per il miglioramento dell'istruzione femminile. Nel suo saggio Scuole private, Educandati e Orfanotrofi Femminili mostrò come gli istituti religiosi, ai quali era maggiormente affidata l'istruzione delle donne, non fornissero loro una preparazione adeguata rispetto alle scuole laiche. Nonostante l'attenzione alle questioni femminili, ritenne tuttavia le donne poco mature per il diritto di voto.
Morì in tarda età, consolata dalla duratura amicizia col Verga, che non sposò mai.

## Opere
- Maria, Milano, Ditta G. Brigola di Gius. Ottino e C., 1883.
- Cose che succedono, 1886.
- Scuole private, Educandati e Orfanotrofi Femminili, Venezia, Gazia, 1901.
- In Toscana e in Sicilia: novelle, Catania, Giannotta, 1914.